# Лиман (озеро, Харьковская область)
Лима́н (укр. Лима́н) — до 1958 года озеро, с 1962 — наливное водохранилище. Расположено в Змиевском районе Харьковской области.

## История
До реконструкции Змиевской ГРЭС в 1958—1962 годах, оз. Лиман представляло собой естественное озеро длиной 7,5 км, шириной 2,7 км, глубиной 2 м и общей площадью 16 кв. километров. В древние времена русло протекающего рядом Северского Донца перенеслось на несколько километров к югу, но воды реки продолжали подпитывать участок старого русла, где на месте старицы и образовалось озеро Лиман. В целях увеличения мощности ГРЭС до 1,5 млн киловатт было принято решение превратить озеро в «пруд-охладитель Змиевской ГРЭС» — современное формальное название озера. В 1958 году озеро было полностью спущено, его форма изменена, берега укреплены, а в 1962 году заново наполнено водами Северского Донца. В результате озеро увеличилось почти вдвое по площади и вдвое по глубине до нынешних размеров.

## Описание
Озеро расположено в Змиевском районе Харьковской области в 5 км от реки Северский Донец, рядом с посёлком Лиман и возле посёлка Слобожанское. Площадь поверхности — 9,51 км², средняя глубина около 2,5 метра. Берег озера, граничащий со Змиевской ГРЭС облицован и оборудован гидротехническими сооружениями для забора воды и сброса отработанных вод. Озеро используется для искусственного разведения рыбы и водоплавающей птицы. Зимой озеро замерзает (за исключением участка вблизи ГрЭС), толщина льда составляет 0,4 — 0,8 метра. Объём воды — 0,0114 км³. Площадь водосборного бассейна — 42,2 км². Высота над уровнем моря — 91,0 м.